# Blaue Grotte (Biševo)
Die Blaue Grotte von Biševo (kroatisch: Modra špilja) ist eine Höhle auf der Ostseite der Insel Biševo westlich der Insel Vis in Kroatien. Auf Biševo befinden sich mehrere Höhlen, von denen die Modra špilja die bekannteste ist.
An sonnigen Tagen und bei ruhigerem Seegang taucht das Sonnenlicht, das durch eine mehrere Meter unterhalb des Meeresspiegels liegende natürliche Höhlenöffnung eindringt, das Innere der Grotte in einen blauen Farbton. Gegenstände, die auf der Meeresoberfläche eingetaucht werden, erscheinen dabei in einem silbrigen Glanz.

## Entdeckung und Erschließung
Den einheimischen Fischern schon lange bekannt, entdeckte Freiherr Eugen von Ransonnet-Villez im Jahr 1884 die Grotte. Anfangs hatte sie nur einen unter der Wasseroberfläche liegenden Eingang, war also nur für Taucher erreichbar. Im gleichen Jahr wurde der heutige über der Wasserlinie liegende Eingang künstlich geschaffen. Seitdem ist die Grotte allgemein zugänglich und entwickelte sich zum Touristenmagnet. 

## Daten

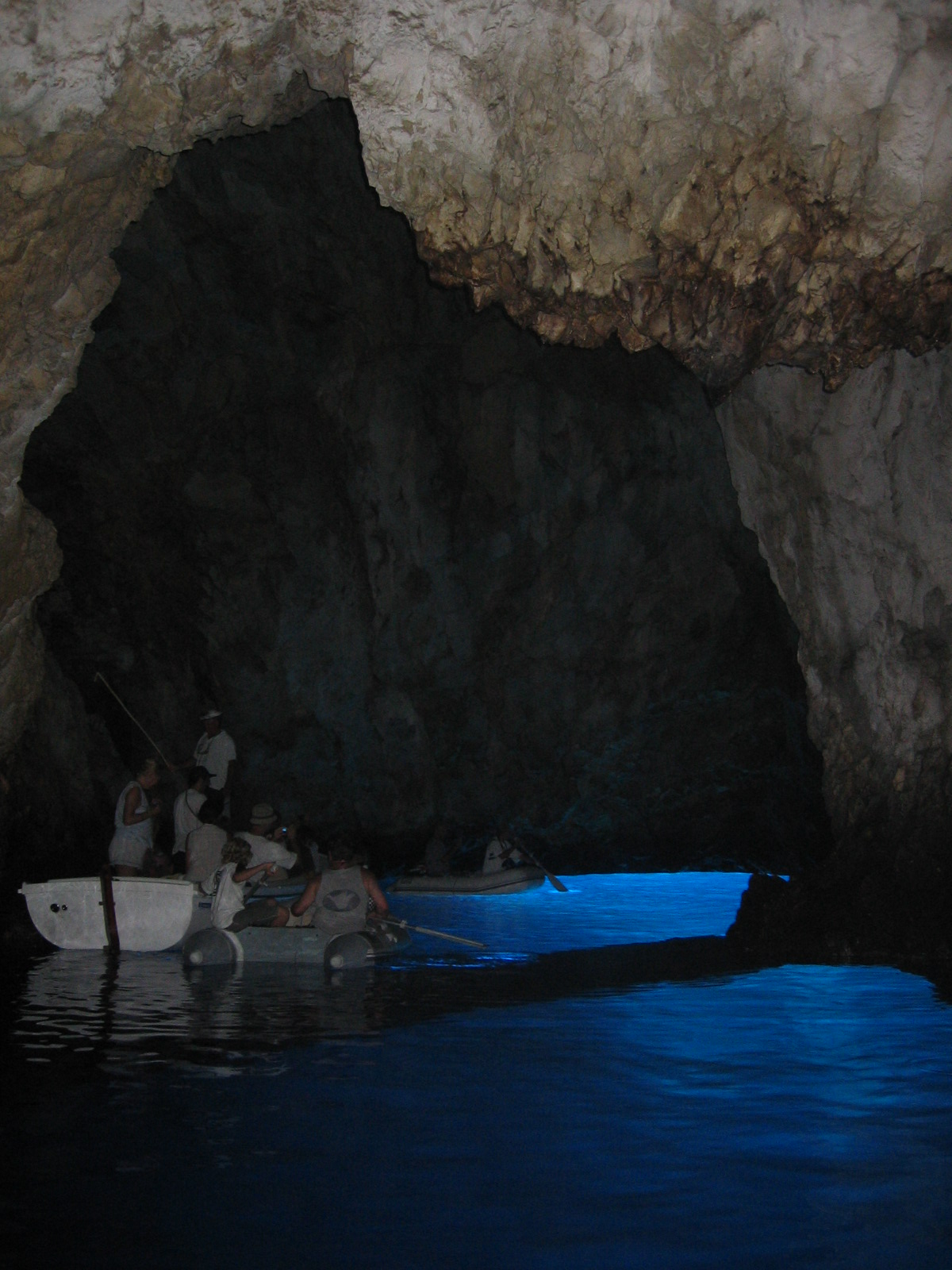
Blaue Grotte mit Boot

Die Grotte ist 24 Meter lang, zwischen 10 und 20 Meter breit, bis zu 15 Meter hoch und maximal 16 Meter tief. Den Zugang bildet ein um die 1,5 Meter hoher und 2,5 Meter breiter Meerestunnel, durch welchen lediglich Paddel- oder Ruderboote mit einer maximalen Länge von fünf Meter und einer maximalen Höhe von einem Meter in die Höhle gelangen können. An windarmen Tagen werden Besucher zwischen 8 und 18 Uhr in kleinen Gruppen in der Höhle herumgefahren.